# Vónitsa
Vónitsa ou Vonitza (en grec moderne : Βόνιτσα, parfois anciennement Βόνιτζα) est une ville du nome d'Étolie-Acarnanie, dans le nord-ouest de la Grèce. Surplombant le golfe Ambracique, sa population est de 4 081 habitants (2001).

## Histoire
La ville est construite près de l'ancienne Anaktórion, une importante cité antique d'Acarnanie fondée par les Corinthiens en 630 av. J.-C., mais qui déclina quand Auguste fonda Nicopolis de l'autre côté du golfe Ambracique après la bataille d'Actium.
C'est sous les Byzantins que la ville fut construite sur son site actuel sous le nom de Vonitza. À la suite de la paix de Passarovitz en 1718, Vonitza fut intégrée à l'Albanie vénitienne. Elle fit partie de la Grèce en 1832 après la guerre d'indépendance grecque.